# Левінсон-Лессинг Франц Юлієвич
Левінсон-Лессинг Франц Юлієвич (1861—1939) — російський і радянський вчений-петрограф, академік АН СРСР (1925). Директор Геологічного музею АН СРСР (1925 р.), Ґрунтознавчого (1925—1929 рр.) і Петрографічного (з 1930 р.) інститутів АН СРСР. Ректор Петроградського політехнічного університету (1919).

## Біографія
У 1883 р. закінчив фіз.-мат. факультет Петербурзького університету.
З 1889 р. — лектор цього університету.
У 1892—1902 рр. — професор Тартуського університету.
У 1902—30 рр. — професор Петербурзького (Ленінградського) політехнічного інституту. Організував у цьому виші першу в Росії лабораторію експериментальної петрографії.
З 1921 р. зав. кафедрою петрографії в Ленінградському університеті.

## Науковий доробок
Основні праці стосуються петрографії, питань петрогенезису. Обґрунтував уявлення про петрографічні формації (1888), розробив першу раціональну хімічну класифікацію гірських порід (1898). Встановив механізм утворення екструзивних конусів і їх зв'язок з інтрузіями.

### Праці
- Петрография, 5 изд., Л.—М., 1940; Избр. труды, т. 1—4, М.—Л., 1949—55.

Під його керівництвом підготовлені до дру:
- «Сборник химических анализов русских изверженных и метаморфических горных пород» З. Н. Немовой (1930)
- перше російське видання «Петрографического словаря» (1932).

## Вшанування
На честь Левінсон-Лессинга названі (у тому числі і ще за його життя):
- мис на півострові Таймир (1926 р.)
- мінерал з класу силікатів, відкритий у 1929 р. — «лессингіт[d]»
- Петрографічний інститут — постановою Загальних зборів АН СРСР на честь 50-річного ювілею наукової діяльності Левінсон-Лессинга (1934 р.)
- премія АН СРСР за видатні наукові роботи в галузі петрографії (4 серпня 1949 р.)
- гора на о. Більшовик (Північна Земля) (1950-і рр.)
- 1 форма з класу двостулкових молюсків
- хребет і вулкан на Курильських островах
- острів у бухті Паландера в архіпелазі Норденшельда
- Науково-дослідний інститут земної кори при Санкт-Петербурзькому державному університеті